# Đoàn Hải Quân
Đoàn Hải Quân (sinh 12 tháng 2 năm 1997) là một cầu thủ bóng đá chuyên nghiệp người Việt Nam hiện đang thi đấu ở vị trí tiền vệ cho câu lạc bộ Thành phố Hồ Chí Minh tại V.League 1.

## Thống kê sự nghiệp

### Câu lạc bộ
Tính đến ngày 13 tháng 4 năm 2023
| Câu lạc bộ         | Mùa giải       | Giải vô địch   | Giải vô địch | Giải vô địch | Cúp quốc gia | Cúp quốc gia | Châu lục | Châu lục | Khác | Khác | Tổng cộng | Tổng cộng |
| Câu lạc bộ         | Mùa giải       | Hạng           | Trận         | Bàn          | Trận         | Bàn          | Trận     | Bàn      | Trận | Bàn  | Trận      | Bàn       |
| ------------------ | -------------- | -------------- | ------------ | ------------ | ------------ | ------------ | -------- | -------- | ---- | ---- | --------- | --------- |
| Long An B          | 2017           | V.League 3     | —            | —            | —            | —            | —        | —        | —    | —    | —         | —         |
| Long An            | 2018           | V.League 2     | 1            | 1            | 0            | 0            | —        | —        | —    | —    | 1         | 1         |
| Long An            | 2019           | V.League 2     | 13           | 2            | 0            | 0            | —        | —        | —    | —    | 13        | 2         |
| Long An            | 2020           | V.League 2     | 14           | 2            | 1            | 0            | —        | —        | —    | —    | 15        | 2         |
| Long An            | 2021           | V.League 2     | 7            | 0            | 1            | 0            | —        | —        | —    | —    | 8         | 0         |
| Long An            | 2022           | V.League 2     | 19           | 2            | 1            | 0            | —        | —        | —    | —    | 20        | 2         |
| Long An            | Tổng cộng      | Tổng cộng      | 54           | 7            | 3            | 0            | 0        | 0        | 0    | 0    | 57        | 7         |
| Becamex Bình Dương | 2023           | V.League 1     | 9            | 1            | 0            | 0            | —        | —        | —    | —    | 9         | 1         |
| Becamex Bình Dương | Tổng cộng      | Tổng cộng      | 9            | 1            | 0            | 0            | 0        | 0        | 0    | 0    | 9         | 1         |
| Tổng sự nghiệp     | Tổng sự nghiệp | Tổng sự nghiệp | 63           | 8            | 3            | 0            | 0        | 0        | 0    | 0    | 66        | 8         |

## Danh hiệu

### Câu lạc bộ
Trẻ Long An
- Giải Vô địch U-17 Quốc gia Việt Nam
  -  Huy chương đồng: 2013
- Giải Vô địch U-19 Quốc gia Việt Nam
  -  Huy chương đồng: 2015